# Centrina
Las centrinas, también conocidas como caltractinas, son una familia de fosfoproteínas que se unen al calcio. Se encuentran en el centrosoma de los eucariotas, estando presentes en los centríolos y la red pericentriolar. Los genes de la centrina humana son CETN1, CETN2 y CETN3.

## Historia
La centrina fue aislada y caracterizada por primera vez en 1984 a partir de las raíces flagelares del alga verde Tetraselmis striata.

## Función
Las centrinas son necesarias para la duplicación de centríolos. También pueden desempeñar un papel en el corte de los microtúbulos al causar la contracción mediada por calcio. La mayoría de la centrina en la célula es no centrosomal, cuya función aún no está clara.

## Estructura
Centrina pertenece a la superfamilia de proteínas de unión a calcio MANO-EF y tiene cuatro sitios de unión a calcio. Tiene un peso molecular de 20 kDa.